# Canossa
|  | Aquest article tracta sobre Canossa. Vegeu-ne altres significats a «Canossa (desambiguació)». |

Canossa (Província de Reggio de l'Emília) és un municipi i castell a Emília-Romanya, famós com el lloc on Enric IV del Sacre Imperi Romanogermànic va fer penitència el 1077, per revocar l'excomunicació del Papa Gregori VII.

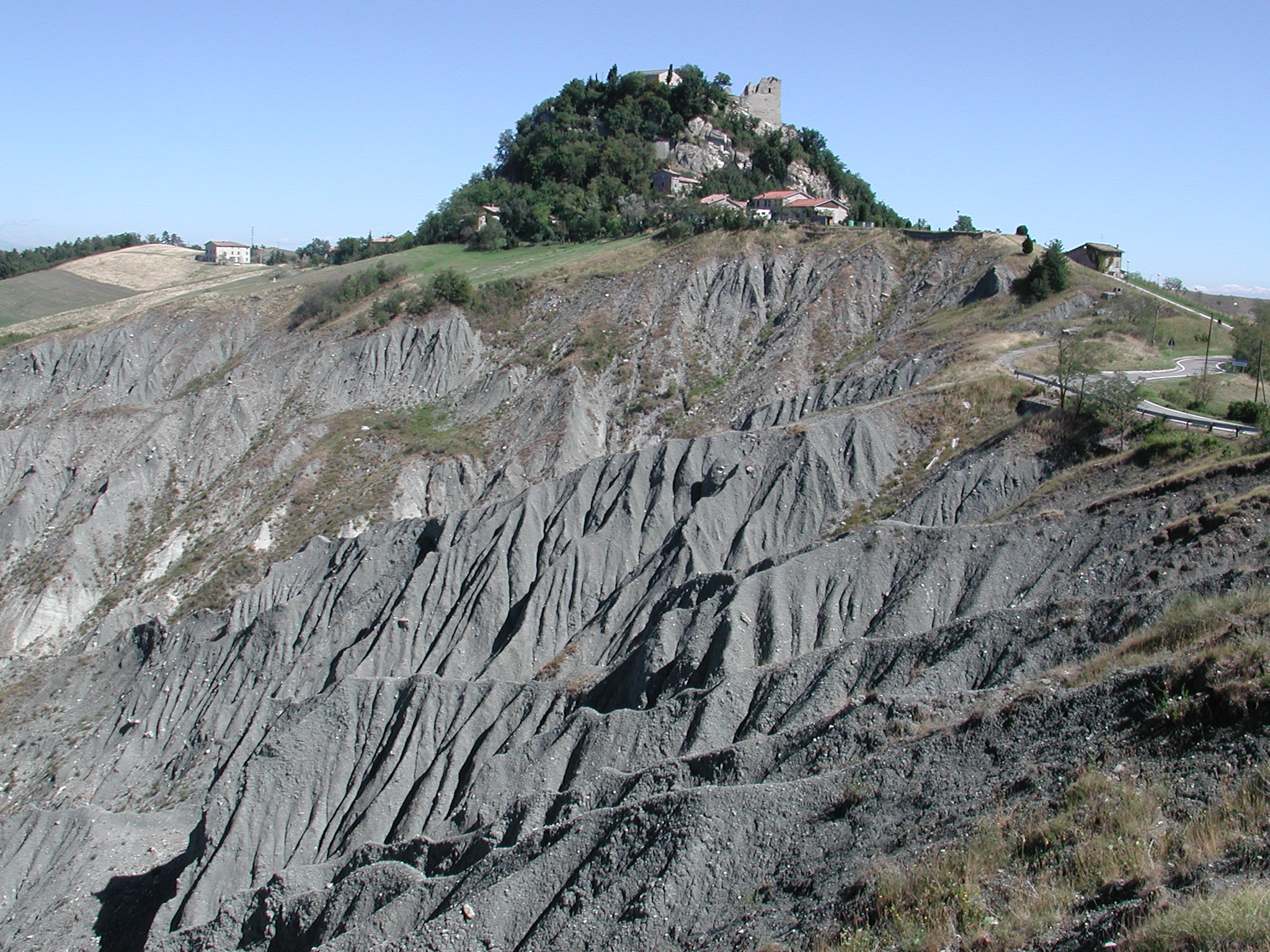
Vista de la rocca de Canossa.

 El Camí a Canossa és de vegades utilitzat com a símbol de la relació canviant entre l'Església medieval i Estat.
Canossa té una població de 3.376 habitants, i els comuni limítrofs són Casina, Castelnovo ne' Monti, Neviano degli Arduini (PR), San Polo d'Enza, Traversetolo (PR), Vetto, i Vezzano sul Crostolo.

## Frazioni

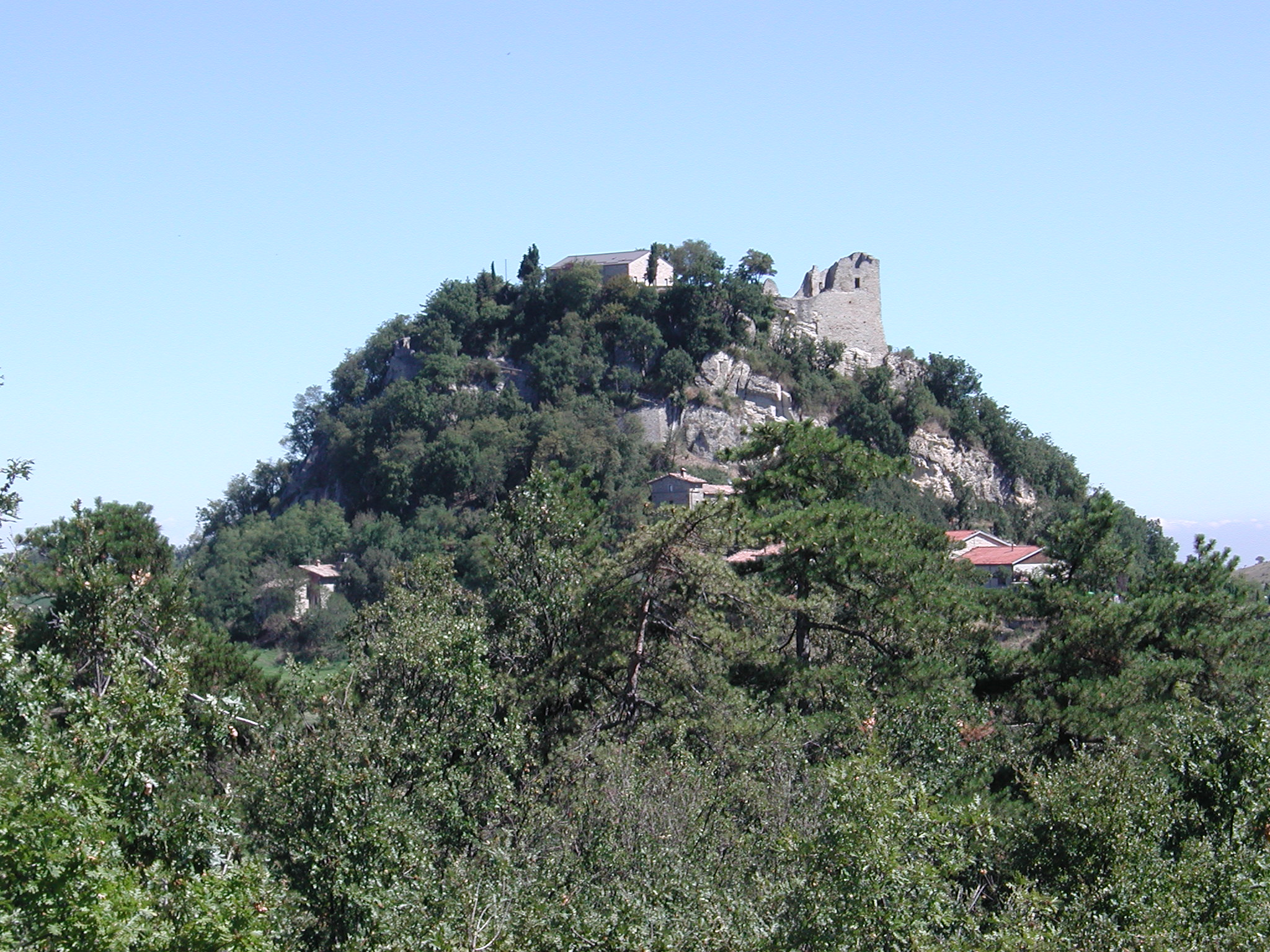
Ruïnes del Castell

Albareto, Borzano Chiesa, Borzano di Sopra, Borzano di Sotto, Braglie, Casalino, Cavandola, Ceredolo de' Coppi Nuovo, Ceredolo dei Coppi, Cerezzola, Ciano d'Enza, Compiano, Crognolo, Currada, Dirotte, Fornace, Gazzolo, Iagarone, Massalica, Monchio delle Olle e Trinità, Pietranera, Roncovetro, Rossena, Selva, Selvapiana, Solara, Vedriano, Verlano.